# Cytaea aeneomicans
Cytaea aeneomicans är en spindelart som beskrevs av Simon 1902. Cytaea aeneomicans ingår i släktet Cytaea och familjen hoppspindlar. Inga underarter finns listade i Catalogue of Life.